# Lars Magnus Ericsson
Lars Magnus Ericsson (Värmland, 5 de maio de 1846 – Botkyrka, 17 de dezembro de 1926) foi um inventor sueco e fundador da Ericsson, gigante mundial do ramo de Telecomunicações.

## Biografia
Lars Magnus nasceu em Värmskog, Värmland. Com 12 anos, o pai de Lars morreu forçando-o a procurar trabalho como minerador. Ele trabalhou até ter dinheiro suficiente para deixar a cidade e ir para Estocolmo em 1867. Em seguida, trabalhou por seis anos em uma fábrica de instrumentos chamada Öllers & Co. Por causa de suas habilidades, ele recebeu duas bolsas estaduais para estudar instrumento e estudou entre 1872 e 1875. Uma das empresas que trabalhou era Siemens & Halske.
Após voltar à Suécia, em 1876, fundou uma pequena oficina mecânica junto com seu amigo Carl Johan Andersson, que também havia trabalhado em Öllers & Co. Este workshop começou em ex-cozinha de cerca de 13 m2 situada na parte central de Estocolmo. Quando eles começaram a cooperar com Henrik Tore Cedergren, em 1883, a empresa Ericsson iria começar a crescer.
No ano de 1900 Lars Magnus se aposentou da Ericsson com 54 anos. Ele manteve as suas ações na empresa até 1905 e depois vendeu-as todas. Ele disse ter sido uma pessoa exigente, e não gostava de nenhuma publicidade direta sobre sua personalidade e não queria ser idolatrado. Ele foi, no entanto, profundamente respeitado por seus funcionários. Inicialmente, ele não acreditava em um mercado de massa para telefones, e viu-o como um brinquedo para a classe de lazer.
Após sua morte em 1926, ele foi sepultado e a seu pedido explícito, não há nenhuma lápide marcando seu túmulo.